# Tropicopop
Tropicopop var ett svenskt TV-program som sändes första gången i januari 1988 och fram till 1992. Programledare var Thomas Gylling.    
Musikvideorna kom från hela världen. Musiken varvades med prat och korta humoristiska filmer.